# George J. Mitchell
Pour les articles homonymes, voir George Mitchell et Mitchell.
George John Mitchell, né le 20 août 1933 à Waterville, dans le Maine, est un homme politique, diplomate et avocat américain.
Personnalité éminente du Parti démocrate, il fut sénateur des États-Unis  pour le Maine de 1980 à 1995 et chef de la majorité au Sénat de 1989 à 1995. Après sa retraite du Sénat, il joua un rôle central dans le processus de paix en Irlande du Nord puis dans le conflit israélo-palestinien. Il fut nommé comme Envoyé spécial des États-Unis pour l'Irlande du Nord (en) (1995-2001) par le président Clinton puis envoyé spécial des États-Unis pour le Moyen Orient (2009-2011) par le président Obama. Mitchell fut un des architectes principaux des  Mitchell Principles (en) de 1996 et de l'accord du Vendredi saint de 1998 en Irlande du Nord. Il fut le principal enquêteur des deux rapports qui portent son nom : l'un sur le conflit israélo-arabe (en)  (2001) et l'autre sur l'usage de drogue dans le baseball professionnel américain (2007).
Georges Mitchell fut président de la Walt Disney Company de mars 2004 à janvier 2007, puis plus tard président du cabinet international d'avocats DLA Piper. Il fut chancelier de la Queen's University à Belfast en Irlande du Nord de 1999 à 2009. Il servit aussi comme coprésident de la commission du logement du Bipartisan Policy Center (en).

## Biographie

### Jeunesse
Son père John George Mitchell, d'ascendance irlandaise et fils adoptif d'immigrés libanais, était gardien à Colby College et sa mère, Mary Saad, était une Libanaise ouvrière du textile immigrée aux États-Unis à l'âge de dix-huit ans.
George J. Mitchell est diplômé de Bowdoin College en 1954. En 1961, il reçoit sa licence en droit de la faculté de droit de l'université de Georgetown. Il a depuis reçu un doctorat honoris causa en droit de Bates College. Il était employé comme avocat de la direction de la concurrence au Département de la Justice des États-Unis à Washington, de 1960 à 1962, puis comme adjoint au sénateur Edmund Muskie de 1962 à 1965. Mitchell a pratiqué le droit à Portland dans le Maine, de 1965 à 1977 et a été procureur adjoint du comté de Cumberland en 1971.

### Carrière politique
En 1974, il remporte la nomination démocrate de gouverneur du Maine en battant Joseph Brennan mais perd l'élection générale contre le candidat indépendant James B. Longley. Nommé attorney du Maine par le président Jimmy Carter en 1977, il sert à ce poste jusqu'en 1979. Mitchell sert ensuite comme juge fédéral jusqu'à sa nomination au Sénat américain en mai 1980 par le gouverneur du Maine Joseph Brennan, lorsque Edmund Muskie renonce à devenir ministre.
Il est élu pour un mandat complet en 1982, réélu en 1988 mais ne se représente pas en 1994. Il monte rapidement les échelons du Parti démocrate. Il sert en tant que président pro tempore adjoint en 1987-1989, à cause de la maladie du président pro tempore John C. Stennis. Il sert alors comme leader au sénat entre 1989 et 1995.
Il est ancien membre du comité directeur du groupe Bilderberg.

### Après sa carrière d'élu
Après avoir quitté le sénat, Mitchell rejoint le cabinet Verner, Liipfert, Bernhard, McPherson and Hand à Washington. Il deviendra plus tard président de ce cabinet. Il est critiqué pour le lobbying de ce cabinet en faveur de l'industrie du tabac,. Il est également avocat-conseil de Preti, Flaherty, Beliveau, Pachios, Haley & Orlick à Portland (Maine).
À partir de 1995, il est actif dans le processus de paix en Irlande du Nord (Northern Ireland peace process (en)), comme envoyé spécial américain en Irlande du Nord. Mitchell prend d'abord la tête d'une commission qui établit les principes de non-violence que toutes les parties en présence dans la province nord-irlandaise doivent respecter puis il préside les négociations de paix multipartites qui aboutissent à l'Accord du Vendredi saint en 1998.
L'implication personnelle de Mitchell avec les parties était cruciale pour le succès des pourparlers. Son successeur comme envoyé spécial est Richard Haass. Pour son implication dans les négociations de paix en Irlande du Nord, Mitchell reçoit la médaille présidentielle de la Liberté le 17 mars 1999 et la médaille de la Liberté du National Constitution Center le 4 juillet 1998.
Le 10 août 2007, on signale que le sénateur Mitchell a un cancer de la prostate.
Le 22 janvier 2009, Mitchell est nommé envoyé spécial au Proche-Orient, travaillant sous la présidence de Barack Obama et la secrétaire d'État Hillary Clinton.
Barack Obama a officialisé vendredi 13 mai la démission de son émissaire pour le Proche-Orient George Mitchell, annoncée quelques heures plus tôt. Le président américain a affirmé que son administration restait pleinement engagée dans le processus de paix entre Israël et les Palestiniens. Le départ de l'envoyé spécial intervient alors que le président américain Barack Obama doit prononcer, le 19 mai, un discours très attendu sur les révoltes dans le monde arabe et en Afrique du Nord.

### Mise en cause dans l'affaire Epstein
Il est mis en cause par Virginia Roberts Giuffre dans l'affaire Epstein pour avoir abusé d'elle sexuellement avec la complicité de Jeffrey Epstein et Ghislaine Maxwell.
Une autre  femme qui a longtemps affirmé que le financier en disgrâce Jeffrey Epstein l'avait forcée à avoir des relations sexuelles avec des hommes puissants a nommé Mitchell dans des documents non scellés le 9 août 2019 par les procureurs fédéraux à New York au bureau du procureur américain du district sud de New York. Les documents comprenaient des affidavits et des dépositions de témoins clés dans un procès que Virginia Roberts Giuffre a intenté contre Epstein et son associée, Ghislaine Maxwell en 2015. Giuffre a accusé le duo de trafic sexuel avec un certain nombre de personnes de haut niveau, y compris Mitchell, au début des années 2000. alors qu'elle était mineure.
Mitchell a nié avoir jamais rencontré ou parlé avec Giuffre et a déclaré qu'il n'avait pris connaissance des poursuites pénales d'Epstein que par le biais des médias.